# Relief mit Wagenszene (NAMA Π1428)

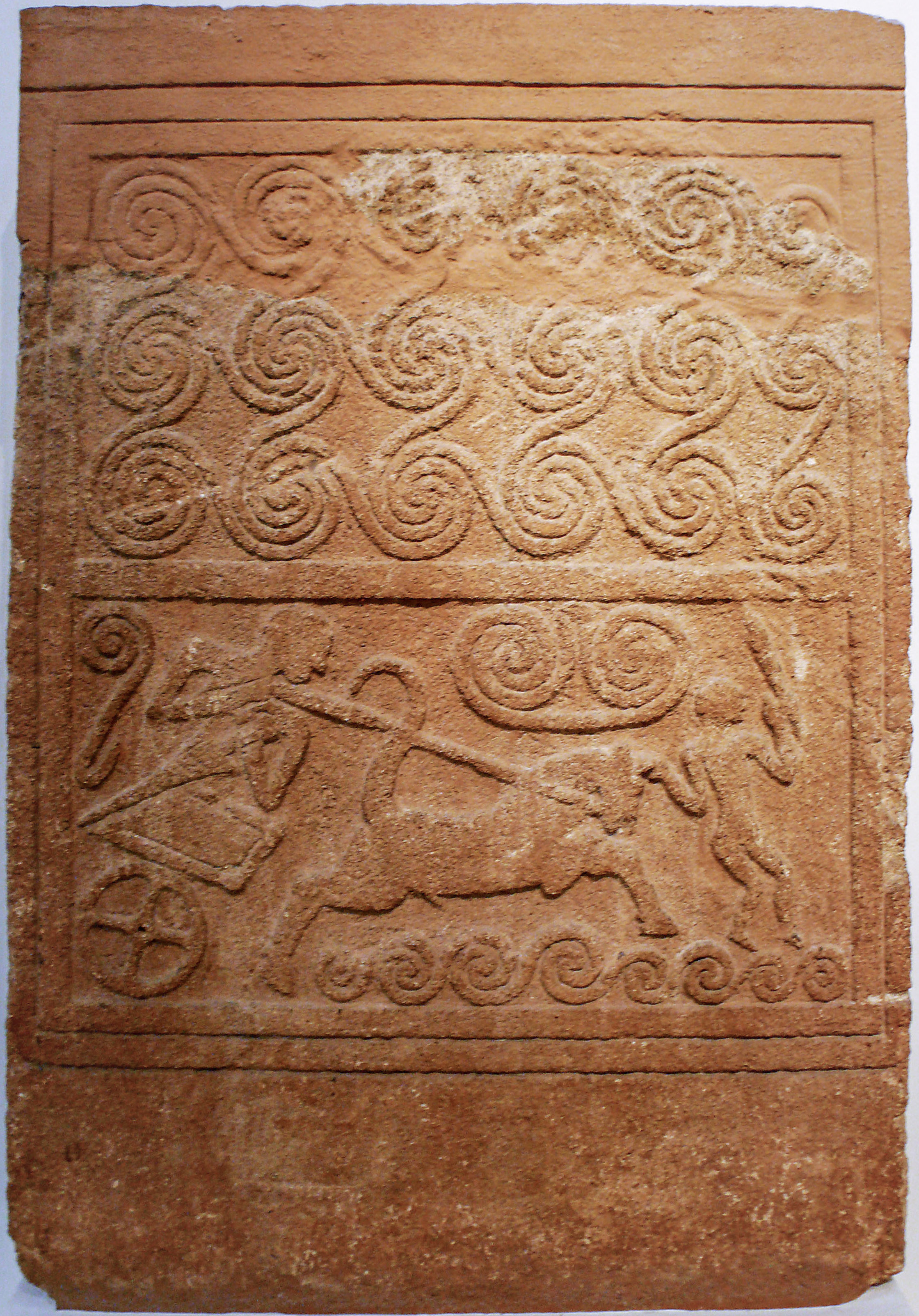

Das Relief mit Wagenszene im Archäologischen Nationalmuseum Athen mit der Inventarnummer NAMA Π1428 ist eine Grabstele und wird in die Mitte des 16. Jahrhunderts v. Chr. datiert.
Die Stele wurde innerhalb des Gräberrunds A in Mykene gefunden. Sie stand zusammen in einer Reihe mit den Grabstelen NAMA 1429 und NAMA 1430 mit der Bildseite nach Westen gewendet über Grab V. Sie ist aus Süßwasserkalkstein gefertigt, hat eine Dicke von 14 cm, eine Höhe von etwa 1,65 m, unten eine Breite von 1,17 m und verjüngt sich nach oben auf 1,09 m. Die Bildfläche ist in zwei Teile geteilt. Die obere Hälfte ist mit für das 16. Jahrhundert v. Chr. typischen Spiralen ausgefüllt. Im unteren Teil ist eine Wagenszene dargestellt. Der Wagenführer von starkem Körperbau hält mit der rechten Hand die Zügel stramm, während der Hengst mit starken Hufen und gehobenen Schweifes nach rechts galoppiert. Mit der linken Hand greift er zum Schwert, das in der Scheide steckt. Vor dem Pferd steht oder liegt ein weiterer Mensch. In der Hand hält er ein Schwert, einen Speer oder einen Schild. Möglicherweise handelt es sich auch um ein anderes Objekt von symbolischem Charakter, wie zum Beispiel einen Fisch. Hinter dem Wagen, über und unter dem Pferd sind Schlangenlinien dargestellt.
Die Wagenszene wird meist als Kampfszene interpretiert. Es wird der Verstorbene als Wagenlenker im Kampf mit einem Feind dargestellt. Hierbei gelten die Schlangenlinie nur als Lückenfüller. Der Streitwagen wurde in der Regel von zwei Pferden gezogen. Bei dieser Darstellung hat man sich wahrscheinlich das zweite Pferd vollständig von dem vorderen verdeckt zu denken. Es ist auch nur jeweils ein Vorder- und Hinterbein sichtbar.
Das Relief wird auch als Wagenrennen zu Ehren des Verstorbenen gedeutet, wie es im 23. Gesang der Ilias zu Ehren von Patroklos beschrieben wird. Es gibt auch eine mythische Interpretation. Hierbei wird die untere Schlangenlinie als Meer interpretiert. Der Verstorbene oder ein Gott lenkt den Wagen ins Meer und wird darin versinken.